# Batea catharinensis
Batea catharinensis är en kräftdjursart som beskrevs av F. Müller 1865. Batea catharinensis ingår i släktet Batea och familjen Bateidae. Inga underarter finns listade i Catalogue of Life.